# Parafia św. Wawrzyńca w Starym Waliszowie
Parafia św. Wawrzyńca Męczennika w Starym Waliszowie - znajduje się w dekanacie bystrzyckim w diecezji świdnickiej. Była erygowana w XIV w. Jej proboszczem jest ks. Jan Ordowski. 

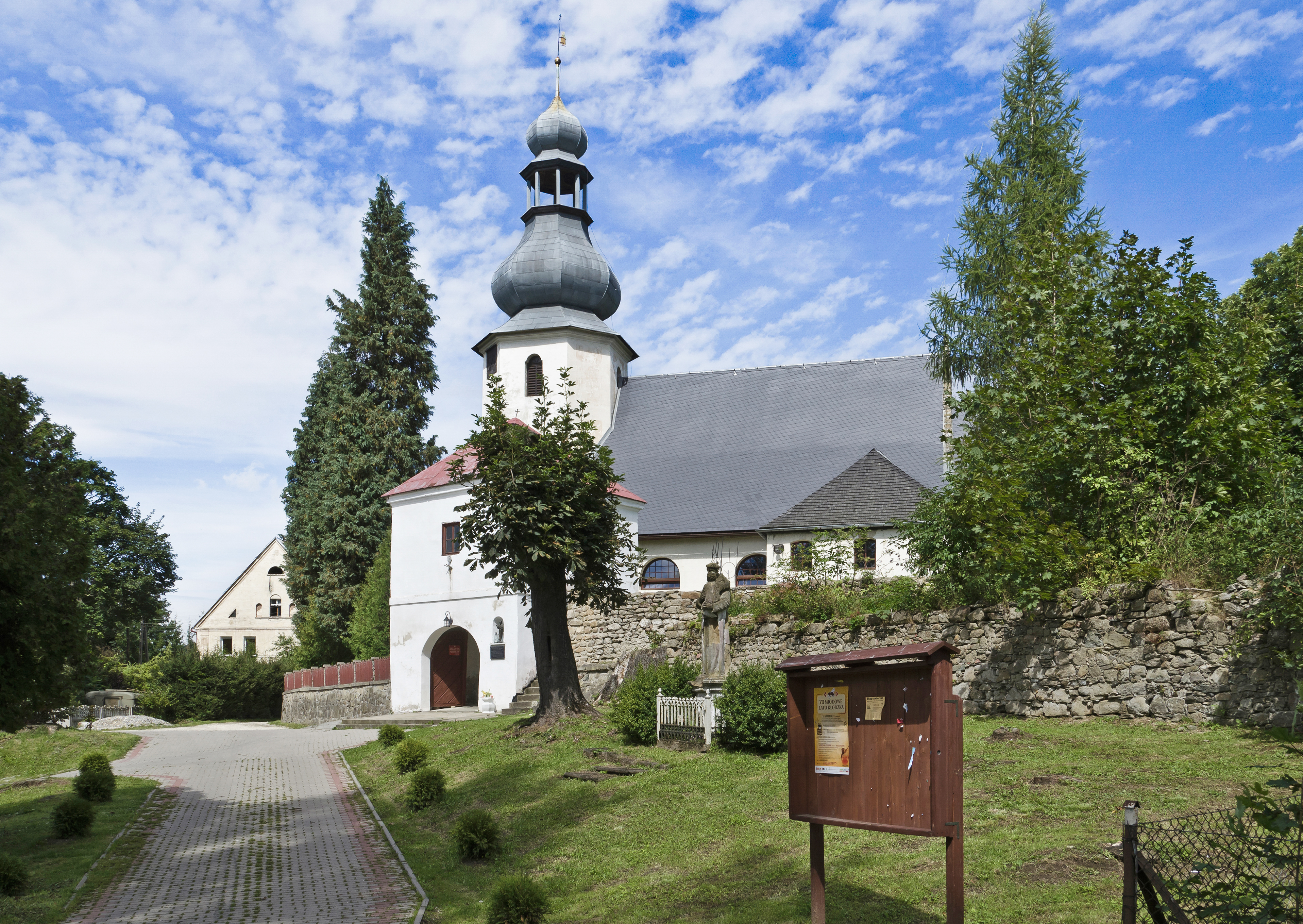
Kościół św. Mikołaja w Nowym Waliszowie